# Mbah Surip
Pour les articles homonymes, voir Mbah.
Mbah Surip, nom de scène d'Urip Achmad Ariyanto (né le 6 mai 1957 à Mojokerto (Indonésie) et mort le 4 août 2009 à Jakarta (Indonésie) ), est un chanteur indonésien.

## Discographie
- Ijo Royo-Royo (1997)
- Indonesia I (1998)
- Reformasi (1998)
- Tak Gendong (2003)
- Barang Baru (2004)